# بوريس لامبرت
بوريس لامبرت هو لاعب كرة قدم بلجيكي في مركز الوسط، ولد في 2000 في Han-sur-Lesse ‏ في بلجيكا. لعب مع نادي يوبين.

## وصلات خارجية
- بوريس لامبرت على موقع قاعدة بيانات كرة القدم.إي يو (الإنجليزية)
- بوريس لامبرت على موقع Soccerway.com (الإنجليزية)
- بوريس لامبرت على موقع عالم كرة القدم.نت (الإنجليزية)